# بيرينا كى
بيرينا كى (بالإنجليزية: Perenna Kei)‏(وبالصينية: 纪凯婷، أو كى هوى تينغ في الكانتونية أو جي كاتيانج بلغة المندرين؛ من مواليد عام 1990 في هونغ كونغ)، هي سيدة أعمال ومليارديرة صينية. صُنفت بيرينا في عام 2014 في مجلة فوربس كأصغر مليارديرة في العالم عن عمر يناهز 24 عامًا، بثروة تُقدر بـ 1.3 مليار دولار أمريكي.

## حياتها المُبكرة
حصلت كي على درجة البكالوريوس في الاقتصاد من كلية لندن للاقتصاد.

## حياتها المهنية
تمتلك كى 85٪ من شركة لوغان القابضة الملكية (بالصينية: 龙 光 地产) من خلال ملكية أسرتها والشركات متعددة، كما تشغل منصب مدير غير تنفيذي للشركة. شركة لوغان هي شركة عقارية كبرى يديرها والدها جي هايبينغ، الذي يشغل منصب رئيس مجلس الإدارة والرئيس التنفيذي. يقع المقر الرئيسي للشركة في مدينة شنجن بجنوب الصين، على الحدود مع هونغ كونغ، . بلغت عائدات شركة لوغان مليار دولار أمريكي في عام 2012، وازدادت في ديسمبر 2013.
تأسست شركة لوغان للعقارات في مايو 2010 في جزر كايمان، وكان كي هي المساهم الوحيد. أصبحت كى المساهم الأكبر على مدى السنوات التالية، وذلك بالتعاون مع مختلف الشركات القابضة فيجزر العذراء البريطانية وثقة الأسرة في غيرنسي. تشي هي مواطنة صينية، وفي الصين حيث يجب دفع الضرائب على أي أرباح، لكنها كانت تقيم في هونغ كونغ في عام 2012، وبالتالي لا تحتاج إلى إبلاغ حكومة الصين بملكية الشركات الخارجية وبالتالي عدم فرض ضرائب على أرباح الأسهم. تعتبر بيرينا أيضًا مواطنة من سانت كيتس ونيفيس.